# Stanisław Marcin Ulam

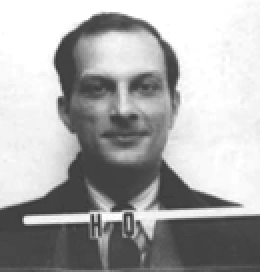
Stanisław Ulam

Stanisław Marcin Ulam (Lwów, 13 april 1909 – Santa Fe, 13 mei 1984) was een Pools wiskundige die een belangrijke rol speelde bij het ontwikkelen van de theorie achter de waterstofbom.

## Leven en werk
Ulam werd geboren in Lwów, een stad in Galicië, in Oost-Europa (Lwów wordt tegenwoordig aangeduid als Lviv en ligt in Oekraïne, maar toen Ulam geboren werd, werd deze stad ook Lemberg genoemd en lag zij in een autonome provincie van Oostenrijk-Hongarije en in 1918 kwam zij aan Polen). Zijn leermeester in de wiskunde was Stefan Banach.
Ulam vertrok in 1938 naar de Verenigde Staten, als Junior Fellow aan de Harvard-universiteit. Toen zijn contract daar niet verlengd werd, vond hij werk aan de universiteit van Wisconsin en zo onderhield hij ook zijn broer Adam, die Polen aan de vooravond van de Tweede Wereldoorlog ontvlucht was. Toen hij in Wisconsin was, tijdens de Tweede Wereldoorlog, nodigde zijn vriend John von Neumann hem uit om mee te komen werken aan een geheim project in New Mexico. Om zich te oriënteren leende Ulam een boek over New Mexico uit de bibliotheek van de universiteit en daarin, op het lenerskaartje, vond hij de namen van alle onderzoekers die achtereenvolgens van de campus van de universiteit waren verdwenen. Ulam sloot zich vervolgens aan bij het Manhattanproject in Los Alamos.
Daar stelde hij de Monte-Carlomethode voor voor het uitrekenen van bepaalde ingewikkelde integralen die een rol spelen in de theorie van de nucleaire kettingreactie (hij was zich er niet van bewust dat Enrico Fermi en anderen dezelfde methode al eerder hadden gebruikt). Zijn voorstel leidde ertoe dat Von Neumann, Metropolis en anderen de Monte-Carlomethode verder ontwikkelden.
In samenwerking met C.J. Everett (die de gedetailleerde berekeningen deed) liet Ulam zien dat Edward Tellers vroege model van de waterstofbom tekortschoot. Ulam bedacht daarop zelf een beter model. Hij realiseerde zich als eerste dat het mogelijk was alle componenten van een waterstofbom in een omhulsel te stoppen: een kernsplijtingsbom aan een kant en de brandstof voor de kernfusiereactie aan de andere kant. De schokgolven van de splijtingsbom konden worden gebruikt om de fusiebom samen te drukken en te ontsteken.
Teller zag in eerste instantie niet veel in het idee maar schatte het uiteindelijk op waarde en stelde voor om in plaats van schokgolven straling te gebruiken. "Stralingsimplosie" is sindsdien deel van het standaardontwerp van een waterstofbom. Ulam en Teller vroegen samen octrooi aan op de waterstofbom.
Ulam vond ook de kernpulsvoortstuwing uit en beweerde aan het eind van zijn leven dat dit de uitvinding was waar hij het meest trots op was.
Ulam was een van de eersten die het gebruik van computers om "wiskundige experimenten" te doen propageerde. Zijn belangrijkste bijdrage aan dit gebied ligt waarschijnlijk in de Fermi-Pasta-Ulam-experimenten, een vroege numerieke studie van een dynamisch systeem.
Binnen de zuivere wiskunde werkte hij in de verzamelingenleer (onder andere aan meetbare kardinaliteiten, abstracte maten), topologie, ergodentheorie en andere vakgebieden. Na de Tweede Wereldoorlog keerde hij zich grotendeels af van de rigoureuze zuivere wiskunde en wendde hij zich tot meer speculatief werk: het bedenken van problemen en vermoedens (altijd al een specialiteit van hem) die meestal betrekking hadden op de toepassingen van de wiskunde op de natuurkunde en de biologie. Zijn vriend Gian-Carlo Rota schreef deze koerswending toe aan een aanval van hersenvliesontsteking in 1946, waarvan Rota beweerde dat deze Ulams persoonlijkheid had veranderd. Dit wordt door velen geloofd, maar wordt door onder anderen Ulams weduwe, Françoise, van de hand gewezen.
In 1965 aanvaardde Ulam een positie aan de universiteit van Colorado. Omdat hij nog steeds consultant was in Los Alamos, verdeelde hij zijn tijd tussen Boulder en Santa Fe in New Mexico, vanwaar hij naar Los Alamos forenste. Later brachten zijn vrouw en hij de winters door in Gainesville, in Florida, waar hij een positie had aan de universiteit van Florida. Hij overleed in Santa Fe.

## Boeken
- Stanislaw Ulam, The Scottish Book: A Collection of Problems, Los Alamos, 1957
- Stanislaw Ulam, A Collection of Mathematical Problems, Interscience Publishers, New York, 1960
- Mark Kac and Stanislaw Ulam: Mathematics and Logic: Retrospect and Prospects, Praeger, New York, 1968
- Stanislaw Ulam, Sets, Numbers and Universes, Cambridge, Massachusetts, 1974
- Stanislaw Ulam, Adventures of a Mathematician, Charles Scribner's Sons, New York, 1983